# Museo della moda

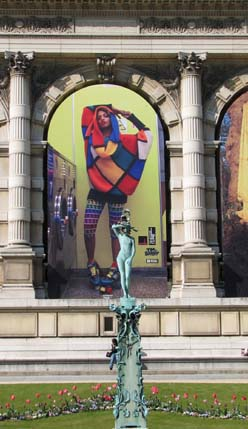
Museo della moda

Il museo della moda  è una istituzione culturale dedicata alla conservazione, esposizione e studio della moda e dell'abbigliamento. 
Musei di questo tipo, sia pubblici che privati, raccolgono e preservano abiti, collezioni tessili antiche e contemporanee, disegni di stilisti, abiti storici, accessori, accessori, tessuti, disegni, fotografie e oggetti correlati che documentano l'evoluzione della moda nel corso del tempo.
Le collezioni dei musei della moda possono comprendere abiti storici di epoche passate, pezzi iconici realizzati da designer famosi, capi di alta moda e capi di abbigliamento tradizionali di diverse culture.
Attraverso le esposizioni e mostre, i musei della moda mostrano come lo stile e il concetto di moda si siano evoluti nel corso dei secoli, influenzati da cambiamenti sociali, politici, culturali ed economici.
Oltre alla conservazione e all'esposizione, i musei della moda svolgono spesso un ruolo educativo, organizzando eventi, workshop e conferenze per approfondire la storia della moda, il processo di design, i materiali utilizzati e l'impatto dell'industria della moda sulla società.
Questi musei sono importanti per il patrimonio culturale, in quanto ci permettono di comprendere meglio il ruolo della moda nell'evoluzione della società, la storia del costume e dell'arte nel corso dei secoli. 
Alcuni dei principali musei sono:

## Belgio
- Museo della moda di Anversa  (MoMu) - Anversa
- Museo della moda - (Hasselt)
- Museo del costume e del merletto  - Bruxelles

## Canada
- Bata Shoe Museum - Toronto
- Patricia Harris Gallery of Textiles & Costume - Royal Ontario Museum - Toronto
- Museo del costume del Canada - Winnipeg

## Cile
- Museo de la Moda - Santiago del Cile

## Corea del Sud
- Museo della borsa Simone - Seul

## Francia
- Museo della moda - Albi
- Museo della moda - Marsiglia
- Musée Galliera - Parigi
- Museo della modo e del tessile - Parigi
- Centro nazionale per costumi di scena - Moulins

## Georgia
- Simon Janashia Museum of Georgia - Tbilisi

## Germania
- Bayerisches Nationalmuseum - Monaco di Baviera
- Castello di Ludwigsburg

## Giappone
- The Kyoto Costume Institute  KCI - Kyoto
- Bunka Gakuen Costume Museum  - Tokyo
- Tokyo fashion museum  - Tokyo
- Kobe Fashion Museum  - Kōbe

## Italia
- Museo del costume Raffaele Piraino - Palermo
- Museo della Moda e delle Arti Applicate - Gorizia[1]
- Museo Capucci - Firenze
- Museo dell'artigianato tessile, della seta, del costume e della moda calabrese - Reggio Calabria
- Museo Rossimoda della calzatura - Stra
- Galleria del costume - Firenze
- Museo del Costume Moda Immagine - Milano
- Museo della paglia e dell'intreccio - Signa
- Museo del tessuto - Prato
- Museo Salvatore Ferragamo - Firenze
- Museo Boncompagni Ludovisi per le arti decorative - Roma
- Museo della moda e del costume - Villa Mazzucchelli, Mazzano - Brescia[2]
- Museo del tessile e dell'abbigliamento Elena Aldobrandini - Napoli
- Museo del costume farnesiano - Gradoli
- Palazzo Mocenigo - Venezia
- Armani Silos - Milano
- ITS Arcademy - Trieste

## Paesi Bassi
- Museo internazionale dello zoccolo - Eelde
- Museo delle borse Hendrikye - Amsterdam

## Portogallo
- Museo del design e della moda  (MUDE) - Lisbona

## Regno Unito
- Fashion and Textile Museum - Londra
- Victoria and Albert Museum  - Londra
- National Museum of Costume - New Abbey
- Fashion Museum - Bath

## Spagna
- Museo del costume - Madrid
- Museu Tèxtil i d'Indumentària - Barcellona
- Museo Cristóbal Balenciaga - Guetaria

## Stati Uniti d'America
- Metropolitan Museum of Art  Museum of Costume Art - New York
- Los Angeles County Museum of Art - Los Angeles
- The Museum at FIT - New York